# Peter Gritz
Peter Gritz (* 1958 in Salgótarján) ist ein ungarischer Jazzmusiker (Schlagzeug, Perkussion), der in Frankreich tätig ist.

## Wirken
Gritz studierte nach dem Abitur auf dem Jazzkonservatorium von Budapest. Er arbeitete als Jazzmusiker in der ungarischen Szene, bevor er 1980 nach Paris zog. Nach einem Intermezzo mit Iván Lantos von der Folkgruppe Kolinda und mit der Harfenistin Kristen Noguès gehörte er zum Trio von Antoine Hervé (Trio, 1984) und den Bands von Barney Wilen, mit dem er drei Alben einspielte, und Éric Barret, in der zweiten Hälfte der 1980er Jahre auch zu der Formation Chromophonie um  Yochk’o Seffer. Auch war er im Trio von Francis Lockwood (Jimi’s Colors) aktiv. Weiterhin spielte er mit Lee Konitz, Mario Stantchev, Marc Ducret oder Paolo Fresu und tourte international. Mittlerweile hat er sich in Brest (Finistère) niedergelassen, wo er mit Jacques Pellen zusammenarbeitete (Ephemera, 2003).
1994 nahm Gritz unter eigenem Namen das Album Thank You to Be auf. Im Bereich des Jazz war er zwischen 1979 und 2001 an 31 Aufnahmen beteiligt. 1989 wurde er bei Radio France als Musiker des Jahres geehrt.

## Diskographische Hinweise
- Yochk’o Seffer/Siegfried Kessler Monk for Ever (Mélodie, 1988, mit François Méchali)
- Gyula Babos / Peter Dando / Peter Gritz Saturnus-Csigahazak (Hungaroton, 1999)